# Kroprad
Een kroprad is een type waterrad van een watermolen waarbij er voor het rad een krop geplaatst is met als doel om de rendement van het beschikbare water te vergroten. Deze krop vernauwt de watergang waar het water zich doorheen moet persen waardoor het meer stroomsnelheid krijgt en de druk hoger wordt. Met de krop werd er meestal een aangepast rad gebruikt. 

## Voorbeelden
Watermolens die een kroprad hebben of gehad hebben zijn onder andere de:
- Eper Molen
- Oliemolen van Weustenrade
- Heisterbruggermolen
- Olie-watermolen
- Danikermolen